# Lionel Andrianantenaina
Lionel Hasinjarasoa Andrianantenaina (* 19. Oktober 1988) ist ein madagassischer Fußballschiedsrichterassistent.
Seit 2014 steht er auf der Liste der FIFA-Schiedsrichter und ist an der Spielleitung internationaler Fußballpartien beteiligt, unter anderem in der CAF Champions League.
Andrianantenaina wurde bei zwei Afrika-Cups eingesetzt. Beim Afrika-Cup 2019 in Ägypten und beim Afrika-Cup 2022 in Kamerun leitete er insgesamt sieben Spiele. Zudem war er bei der U-20-Afrikameisterschaft 2019 im Niger, bei der U-17-Weltmeisterschaft 2019 in Brasilien sowie bei diversen Qualifikations- und Freundschaftsspielen im Einsatz.